# Albert Giesa
Albert Erich Giesa (* 5. November 1887 in Friedrichsfelde, Kreis Niederbarnim; † 1971 in Backnang) war deutscher Kunstmaler.

## Leben
In Berlin studierte Giesa an der Preußischen Akademie der Künste. Als Maler bekannt wurde er nach seinem Umzug ins württembergische Backnang. Seiner neuen Heimat widmete er viele impressionistische Werke.